# سیارک ۳۸۸۹
سیارک ۳۸۸۹ (به انگلیسی: 3889 Menshikov، نامگذاری:1972RT3) سه هزار و هشتصد و هشتاد و نهمین سیارک کشف شده‌است که در ۶ سپتامبر ۱۹۷۲ کشف شد.
قدر مطلق سیارک برابر ۱۲٫۸۰ است.